# Bo Notini

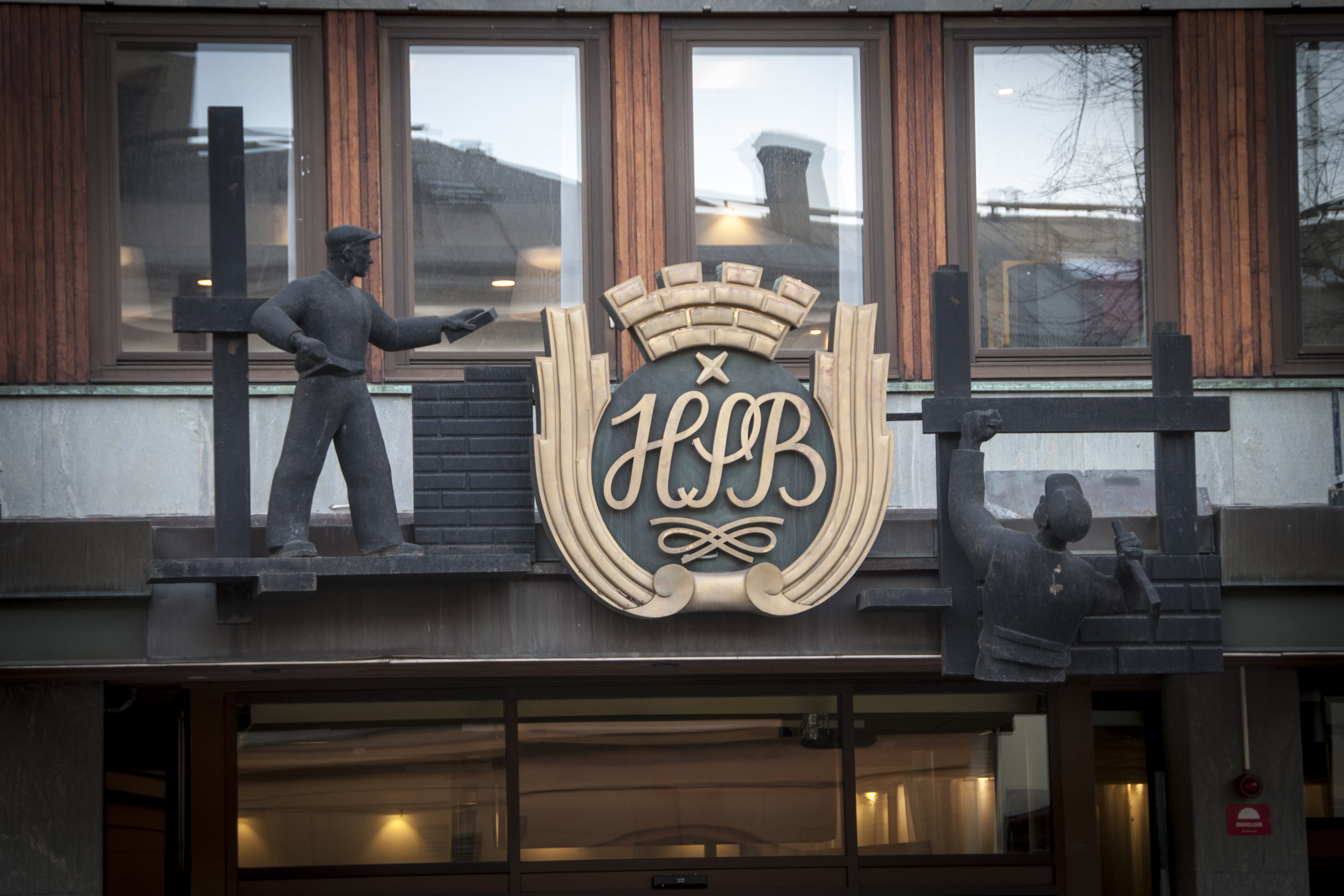
Skulptur på HSB Stockholms huvudkontor utförd av Bo Notini och Carl-Eric Bodén efter idétävlan på 1930-talet.

Bo Ragnar Notini, född 20 september 1910 i Södertälje, död 7 september 1975 i Sollentuna, var en svensk industridesigner, illustratör, dekorationsmålare och skulptör.
Bo Notini var son till bildkonstnären Gunnar Notini (1883–1952) och sonson till stuckatören Axel Notini. Han utbildade sig på Filip Månssons målarskola och vid Kungliga Konstakademien i Stockholm.
Bo Notini har bland andra bokverk illustrerat Bonniers upplaga år 1954 av Selma Lagerlöfs Nils Holgerssons underbara resa genom Sverige och Lennart Hellsings första bok för barn Katten blåser i Silverhorn (1945). På 1930- och 1940-talen formgav han belysningsarmatur för Arvid Böhlmarks Lampfabrik och för Konstverkstäderna, Glössner & Co. 
Han formgav också ljusstakar för Svenskt Tenn i samband med Stockholmsutställningen 1930. Notini är representerad vid Nationalmuseum, Stockholm. Han är begravd på Sollentuna kyrkogård.

## Offentliga  verk i urval
- Skulpturer i gjutjärn ovanför porten till HSB:s huvudkontor, Fleminggatan 41 i Stockholm, 1940
- Målning i korfönster i Råbelöfs kapell i Nosaby församling, 1958 [6]
- Jesus och de tolv lärjungarna firandes nattvard och Maria och Jesusbarnet. målningar på två fönster vid koret i Fjälkestads kyrka, 1960 [7]